# Liste des chefs de gouvernement de la Dominique
Ceci est une liste chronologique des personnes qui ont occupé le poste de chef de gouvernement de la Dominique. Après plusieurs changements successifs de l'intitulé de la fonction, celui ci est actuellement appelé Premier ministre.

## Liste des titulaires

### Chef du gouvernement (1957-1960)
| N° | Portrait    | Titulaire (Naissance-mort) | Élection | Mandat      | Mandat           | Mandat                    | Parti politique | Parti politique |
| N° | Portrait    | Titulaire (Naissance-mort) | Élection | Début       | Fin              | Durée                     | Parti politique | Parti politique |
| -- | ----------- | -------------------------- | -------- | ----------- | ---------------- | ------------------------- | --------------- | --------------- |
| 1  | Frank Baron | Frank Baron (1923-2016)    | 1957     | 7 juin 1957 | 1er janvier 1960 | 2 ans, 6 mois et 25 jours |                 | DUPP            |

### Ministres en chef (1960-1967)
| N° | Portrait              | Titulaire (Naissance-mort)        | Élection  | Mandat           | Mandat          | Mandat                   | Parti politique | Parti politique |
| N° | Portrait              | Titulaire (Naissance-mort)        | Élection  | Début            | Fin             | Durée                    | Parti politique | Parti politique |
| -- | --------------------- | --------------------------------- | --------- | ---------------- | --------------- | ------------------------ | --------------- | --------------- |
| 1  | Frank Baron           | Frank Baron (1923-2016)           | —         | 1er janvier 1960 | 21 janvier 1961 | 1 an et 20 jours         |                 | DUPP            |
| 2  | Edward Oliver LeBlanc | Edward Oliver LeBlanc (1923-2004) | 1961 1966 | 21 janvier 1961  | 1er mars 1967   | 6 ans, 1 mois et 8 jours |                 | DLP             |

### Premiers ministres (1967-1978)
| N° | Portrait              | Titulaire (Naissance-mort)        | Élection | Mandat          | Mandat          | Mandat                    | Parti politique | Parti politique |
| N° | Portrait              | Titulaire (Naissance-mort)        | Élection | Début           | Fin             | Durée                     | Parti politique | Parti politique |
| -- | --------------------- | --------------------------------- | -------- | --------------- | --------------- | ------------------------- | --------------- | --------------- |
| 1  | Edward Oliver LeBlanc | Edward Oliver LeBlanc (1923-2004) | 1970     | 1er mars 1967   | 27 juillet 1974 | 7 ans, 4 mois et 26 jours |                 | DLP             |
| 2  | Patrick John          | Patrick John (1938-2021)          | 1975     | 28 juillet 1974 | 2 novembre 1978 | 4 ans, 3 mois et 5 jours  |                 | DLP             |

### Premiers ministres (depuis 1978)
| N° | Portrait          | Titulaire (Naissance-mort)     | Élection                 | Mandat                            | Mandat                              | Mandat                      | Parti politique | Parti politique |
| N° | Portrait          | Titulaire (Naissance-mort)     | Élection                 | Début                             | Fin                                 | Durée                       | Parti politique | Parti politique |
| -- | ----------------- | ------------------------------ | ------------------------ | --------------------------------- | ----------------------------------- | --------------------------- | --------------- | --------------- |
| 1  | Patrick John      | Patrick John (1938-2021)       | —                        | 3 novembre 1978                   | 25 juin 1979                        | 7 mois et 22 jours          |                 | DLP             |
| —  | Oliver Seraphin   | Oliver Seraphin (né en 1943)   | intérim                  | 25 juin 1979                      | 21 juillet 1980                     | 1 an et 26 jours            |                 | DDLP            |
| 2  | Eugenia Charles   | Eugenia Charles (1919-2005)    | 1980 1985 1990           | 21 juillet 1980                   | 14 juin 1995                        | 14 ans, 10 mois et 24 jours |                 | DFP             |
| 3  | Edison James      | Edison James (né en 1943)      | 1995                     | 14 juin 1995                      | 3 février 2000                      | 4 ans, 7 mois et 20 jours   |                 | UWP             |
| 4  | Rosie Douglas     | Rosie Douglas (1941-2000)      | 2000                     | 3 février 2000                    | 1er octobre 2000 (mort en fonction) | 7 mois et 28 jours          |                 | DLP             |
| 5  |                   | Pierre Charles (1954-2004)     | intérim                  | 1er octobre 2000                  | 3 octobre 2000                      | 3 ans, 3 mois et 5 jours    |                 | DLP             |
| 5  | —                 | Pierre Charles (1954-2004)     | 3 octobre 2000           | 6 janvier 2004 (mort en fonction) |                                     | 3 ans, 3 mois et 5 jours    |                 | DLP             |
| —  | Osborne Riviere   | Osborne Riviere (1932-2017)    | intérim                  | 6 janvier 2004                    | 8 janvier 2004                      | 2 jours                     |                 | DLP             |
| 6  | Roosevelt Skerrit | Roosevelt Skerrit (né en 1972) | 2005 2009 2014 2019 2022 | 8 janvier 2004                    | en cours                            | 21 ans, 7 mois et 6 jours   |                 | DLP             |

## Différents records
Ces records prennent uniquement en compte les mandats de premiers ministres et non ceux effectués sous les intitulés précédents. Ne sont pas pris en compte les mandats par intérim.
- Mandat le plus long : Eugenia Charles (14 ans, 10 mois et 24 jours), record en cours par Roosevelt Skerrit.
- Mandat le plus court: Patrick John (7 mois et 22 jours).
- Plus jeune au moment de sa nomination: Roosevelt Skerrit (à 31 ans).
- Plus vieux au moment de sa nomination: Eugenia Charles (à 61 ans).